# Bethaus Chörau

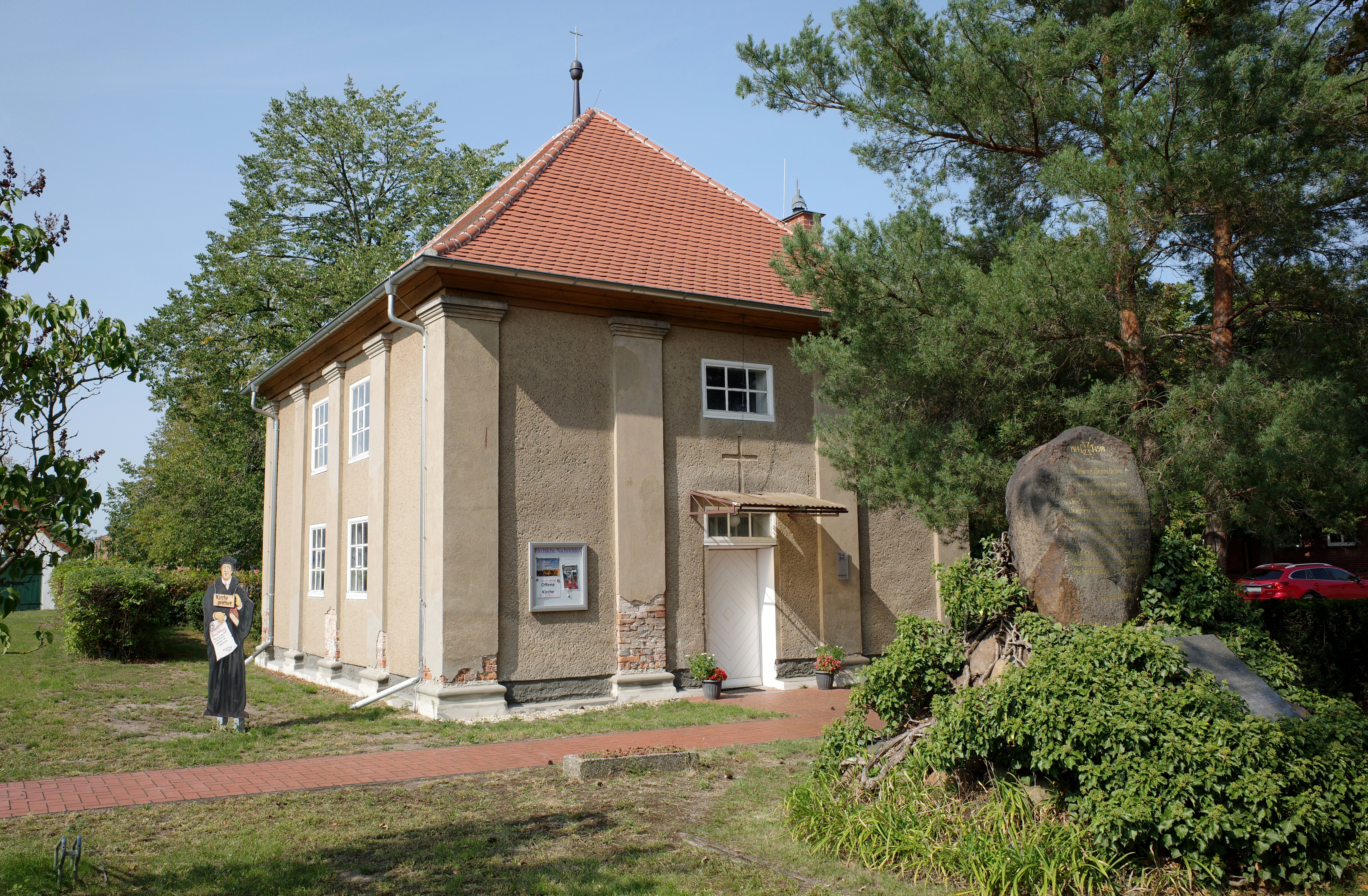
Ansicht von Südosten

Das Bethaus Chörau ist der evangelische Sakralbau von Chörau in der Einheitsgemeinde Osternienburger Land im Landkreis Anhalt-Bitterfeld in Sachsen-Anhalt. Der Sakralbau steht unter Denkmalschutz und ist im Denkmalverzeichnis mit der Erfassungsnummer 094 18165 als Baudenkmal eingetragen. Die Chörauer Kirchgemeinde gehört zum Pfarrbereich Aken/Elbe und Saale-Elbe-Winkel im Kirchenkreis Egeln der Evangelischen Kirche Mitteldeutschlands.

## Lage
Im Dorfzentrum von Chörau auf einem Platz, den die Dorfstraße bildet. Östlich der Kirche befindet sich das Kriegerdenkmal Chörau.

## Geschichte und Architektur
Bethäuser sind eine schlichtere Form des Kirchbaus. Typisch ist das Fehlen eines Glockenturmes, was auch in Chörau der Fall ist. Die Schlichtheit des Gebäudes erklärt sich daraus, dass der Ort erst allmählich mit Kolonisten wiederbesiedelt wurde. Da die Domänenkasse Magdeburg einen Kirchbau nicht finanzieren konnte, einigte man sich auf ein Bethaus. Dieses wurde im Jahr 1790 eingeweiht. Das kleine Gotteshaus verbindet Formen von Barock und Klassizismus und ist stilistisch stark von Friedrich Wilhelm von Erdmannsdorff beeinflusst. Es kam ihm aber nicht eindeutig zugeschrieben werden. Pilaster gliedern die Fassade des fast quadratischen Gebäudes, das von einem Walmdach bekrönt wird. Im Giebel hängt eine Glocke von 1793, die der hallesche Glockengießer Becker goss.

## Inneres und Ausstattung
Im Inneren befindet sich ein Eduard-Zuberbier-Orgel aus dem Jahr 1857. Wie für klassizistische Bauten durchaus typisch wurde auf Schmuck im Innern verzichtet. Der Raum ist flachgedeckt und besitzt eine Westempore, je zwei Fenster werden in einer Rundbogennische zusammengefasst. In der Kirche befindet sich der Bilderzyklus Alles hat seine Zeit des Köthener Kunstmalers Steffen Rogge.